# Liste der Monuments historiques in Paroy (Doubs)
Die Liste der Monuments historiques in Paroy führt die Monuments historiques in der französischen Gemeinde Paroy auf.

## Liste der Immobilien
| Bezeichnung      | Beschreibung                                                                                | Standort                     | Kennzeichnung | Schutzstatus | Datum | Bild           |
| ---------------- | ------------------------------------------------------------------------------------------- | ---------------------------- | ------------- | ------------ | ----- | -------------- |
| Château de Paroy | Herrenhaus, zweite Hälfte des 18. Jahrhunderts; mit Wirtschaftsgebäuden und zwei Toranlagen | 6 rue des Marronniers (Lage) | PA25000043    | Inscrit      | 2004  | weitere Bilder |

## Liste der Objekte
| Bezeichnung                                                           | Beschreibung | Standort                        | Kennzeichnung | Schutzstatus | Datum | Bild |
| --------------------------------------------------------------------- | --- | ------------------------------- | ------------- | ------------ | ----- | ---- |
| Gemälde Vision des heiligen Hubertus                                  | verso: Petrus; Ölfarbe auf Holz, Ende des 16. Jahrhunderts                                                          | in der Kirche St-Étienne (Lage) | PM25001198    | Classé       | 1975  |      |
| Gemälde eines Bischofs                                                | verso: Paulus; Ölfarbe auf Holz, Ende des 16. Jahrhunderts                                                          | in der Kirche St-Étienne (Lage) | PM25001199    | Classé       | 1975  |      |
| Zwei Gemälde: Salomonisches Urteil und Steinigung des heiligen Stefan | Ölfarbe auf Holz, Anfang des 17. Jahrhunderts                                                                       | in der Kirche St-Étienne (Lage) | PM25001200    | Classé       | 1975  |      |
| Hauptaltar                                                            | Retabel, Skulptur und zwei Kronleuchter; Holz, farbig gefasst, Kristallglas, spätes 17. und 19. Jahrhundert         | in der Kirche St-Étienne (Lage) | PM25002315    | Inscrit      | 1975  |      |
| Kanzel                                                                | Holz, 17. oder 18. Jahrhundert                                                                                      | in der Kirche St-Étienne (Lage) | PM25002316    | Inscrit      | 1975  |      |
| Taufbecken                                                            | Holz, 17. oder 18. Jahrhundert                                                                                      | in der Kirche St-Étienne (Lage) | PM25002317    | Inscrit      | 1975  |      |
| Maria-Rosenkranz-Altar                                                | linker Seitenaltar; Altartisch, Retabel und Kronleuchter; Holz, farbig gefasst und vergoldet, Kristallglas, um 1700 | in der Kirche St-Étienne (Lage) | PM25002318    | Inscrit      | 1975  |      |